# Conorbina
Conorbina es un género de foraminífero bentónico de la familia Conorbinidae, de la superfamilia Discorboidea, del suborden Rotaliina y del orden Rotaliida. Su especie tipo es Conorbina marginata. Su rango cronoestratigráfico abarca desde el Berriasiense (Cretácico inferior) hasta el Coniaciense (Cretácico superior).

## Clasificación
Conorbina incluye a las siguientes especies:
- Conorbina anderssoni †
- Conorbina brotzeni †
- Conorbina chasmosculpta †
- Conorbina conica †
- Conorbina conula †
- Conorbina costulata †
- Conorbina heteromorpha †
- Conorbina hofkeri †
- Conorbina incognita †
- Conorbina japonica †
- Conorbina kamikomaensis †
- Conorbina latdorfensis †
- Conorbina lobata †
- Conorbina marginata †
- Conorbina martinae †
- Conorbina miser †
- Conorbina mitra †
- Conorbina multiperforata †
- Conorbina mutata †
- Conorbina pugatschevica †